# Municipio de Upper Macungie
El municipio de Upper Macungie  (en inglés: Upper Macungie Township) es un municipio ubicado en el condado de Lehigh en el estado estadounidense de Pensilvania. En el año 2000 tenía una población de 13.895 habitantes y una densidad poblacional de 204.4 personas por km².

## Geografía
El municipio de Upper Macungie se encuentra ubicado en las coordenadas 40°34′46″N 75°37′00″O / 40.57944, -75.61667.

## Demografía
Según la Oficina del Censo en 2000 los ingresos medios por hogar en la localidad eran de $65,062 y los ingresos medios por familia eran $74,299. Los hombres tenían unos ingresos medios de $52,971 frente a los $33,490 para las mujeres. La renta per cápita para la localidad era de $28,801. Alrededor del 3,0% de la población estaban por debajo del umbral de pobreza.